# Päite
Päite – wieś w Estonii, w prowincji Virumaa Wschodnia, w gminie Toila.